# The Chronological Classics: Jimmie Lunceford and His Orchestra 1930-1934
| Recensione | Giudizio |
| ---------- | -------- |
| AllMusic   | [ 1 ]    |

The Chronological Classics: Jimmie Lunceford and His Orchestra 1930-1934 è un album discografico chr riporta i brani incisi dall'orchestra statunitense diretta da Jimmie Lunceford, pubblicato dall'etichetta discografica Classics Records nel 1990.

## Tracce
1. In Dat Mornin' – 3:21 (Jimmie Lunceford)
2. Sweet Rhythm – 2:41 (Edwin Wilcox)
3. Flaming Reeds and Screaming Brass – 2:57 (Eddie Wilcox)
4. While Love Lasts – 3:06 (Eddie Wilcox)
5. White Heat – 2:29 (Will Hudson)
6. Jazznocrazy – 2:42 (Will Hudson)
7. Chillun Get Up – 3:19 (Ted Koehler, Kaye Parker)
8. Leavin' Me – 3:05 (Andy Razaf, Fats Waller, Irving Mills)
9. Swingin' Uptown – 2:37 (Sy Oliver, Jimmie Lunceford)
10. Breakfast Ball – 3:00 (Ted Koehler, Harold Arlen)
11. Here Goes (A Fool) – 2:45 (Ted Koehler, Harold Arlen)
12. Remember When – 3:20 (Will Hudson, Eddie DeLange)
13. Sophisticated Lady – 3:10 (Irving Mills, Mitchell Parish, Duke Ellington)
14. Mood Indigo – 2:58 (Irving Mills, Duke Ellington, Barney Bigard)
15. Rose Room – 3:06 (Harry Williams, Art Hickman)
16. Black and Tan Fantasy – 2:51 (Duke Ellington, Bubber Miley)
17. Stratosphere – 2:15 (Jimmie Lunceford)
18. Nana – 3:10 (George M. Cohan)
19. Miss Otis Regrets – 2:41 (Cole Porter)
20. Unsophisticated Sue – 3:08 (Nat Simon, Harold Raymond, Andy Razaf)
21. Stardust – 3:02 (Mitchell Parish, Hoagy Carmichael)
22. Dream of You – 3:09 (Edwin P. Moran, Sy Oliver, Jimmie Lunceford)
23. Stomp It Off – 3:13 (Sy Oliver, Jimmie Lunceford)
24. Call It Anything (It Wasn't Love) – 3:18 (Fred Fisher)
25. Because You're You – 3:23 (Jimmie Lunceford, Will Hudson, Sy Oliver)